# Эмбер Уайлд
Эмбер Уайлд (англ. Amber Wild, род. 26 июня 1982, Лас-Вегас, Невада) — американская порноактриса, лауреатка премии AVN Awards.

## Биография
Родилась 26 июня 1982 года в Лас-Вегасе. Дебютировала в порноиндустрии в 2005 году, в возрасте около 23 лет.
Снималась для таких студий, как VCA, Sin City, New Sensations, Legend Video, Hustler Video, Devil’s Film, JM Productions и других.
В 2007 году получила AVN Awards в категории «самая скандальная сцена секса» за роль в Girlvert 11 вместе с Эшли Блу и Стивеном Френчем.
Ушла из индустрии в 2013 году, снявшись в 69 фильмах.

## Награды
| Год  | Награда    | Категория                     | Работа      | Результат |
| ---- | ---------- | ----------------------------- | ----------- | --------- |
| 2007 | AVN Awards | Самая скандальная сцена секса | Girlvert 11 | Победа    |